# 玉夫座ι
玉夫座ι，拉丁化為Iota Sculptoris，縮寫為ι Scl，是在南天星座玉夫座的一顆孤獨的恆星。它是一個昏暗的橙色光點，視星等為5.18，肉眼可見。根據視差，這顆恒星距離太陽約336光年，並且正以+21公里/秒的徑向速度遠離中。
這是一顆衰老的巨星，其恒星分類為K0III，現時位於赫羅圖的紅巨星分支。它的質量是太陽質量的2.9倍，並且已經膨脹到太陽半徑的12倍。這顆恆星在5020 K的有效溫度下，從其擴大的光球層輻射出97倍於太陽的光度。這顆恆星的座標位置是 X射線發射的來源，因此最有可能（99.4%的幾率）是X射線的發射源。